# Ruth Ann Baldwin
Ruth Ann Baldwin (ur. wrzesień 1886 w Connecticut, data śmierci nieznana) – jedna z pierwszych amerykańskich scenarzystek filmowych. Zajmowała się także aktorstwem i reżyserią filmową.
Zanim zaczęła pracować w przemyśle filmowym była dziennikarką, pracującą dla czasopisma w San Diego. W 1913 roku zaczęła pracować jako scenarzystka w Universalu. Oprócz tego zdobywała doświadczenie montując filmy i asystując reżyserowi Lynnowi Reynoldsowi. Z czasem dostała też szansę na samodzielne zajęcie się reżyserią. W sumie dla wytwórni Universal wyreżyserowała 13 filmów. W 1919 roku opuściła Universal i przeszła do Fox Film Company i Metro Pictures Corporation. W tym samym roku zrezygnowała też z reżyserii, którą nie lubiła się zajmować. Na emeryturę przeszła w 1921 roku.
Jej mężem był aktor Leo O. Pierson.

## Wybrana filmografia

### Scenariusz
- A Prince of Bavaria (1914)
- The Vagabond (1914)
- Traffic in Babies (1914)
- Damon and Pythias (1914)
- Big Sister's Christmas (1914)
- The Mother Call (1916)
- '49-'17 (1917)
- The Rented Man (1917)
- It Makes a Difference (1917)
- Twixt Love and Desires (1917)
- A Soldier of the Legion (1917)
- The Woman Who Would Not Pay (1917)
- Is Money All? (1917)
- The Sneak (1919)
- Cheating Herself (1919)
- Chasing Rainbows (1919)
- The Broken Commandments (1919)

#### Reżyseria
- The Mother Call (1916)
- End of Rainbow (1916)
- A Wife on Trial (1917)
- Three Women of France (1917)
- '49-'17 (1917)
- The Rented Man (1917)
- It Makes a Difference (1917)
- Twixt Love and Desires (1917)
- A Soldier of the Legion (1917)
- The Woman Who Would Not Pay (1917)
- Is Money All? (1917)
- The Devil's Riddle (1920)
- The Marriage of William Ash (1921)
- Puppets of Fate (1921)